# جاسوسی در لیسبون
جاسوسی در لیسبون (انگلیسی: Espionage in Lisbon) با نام اصلیِ عملیات لیسبون (اسپانیایی: Misión Lisboa‎) یک فیلم جاس‌اروپایی است که در سال ۱۹۶۵ منتشر شد.

## بازیگران
- برت هالسی
- ماریلو تولو
- فرناندو ری
- ایران ائوری
- اریکا بلانک
- رافائل باردم
- آلفردو مایو